# Strobilanthes sarmentosa
Strobilanthes sarmentosa är en akantusväxtart som beskrevs av Raymond Benoist. Strobilanthes sarmentosa ingår i släktet Strobilanthes och familjen akantusväxter. Inga underarter finns listade i Catalogue of Life.